# Нильссон, Патрик
Патрик Нильссон (род. 15 марта 1982 года) - шведский хоккеист с мячом, нападающий клуба «Болльнес», многократный чемпион мира.

## Карьера
Патрик Нильссон начал играть в хоккей с мячом в «Сёдерфорсе» - клубе низшего дивизиона из одноимённого небольшого шведского городка. На него обратили внимание селекционеры из одного из сильнейших шведских клубов - «Сандвикен (хоккейный клуб)». После восьми сезонов, проведённых в Сандвикене, Патрик решил попробовать свои силы в российском чемпионате и принял предложение казанского «Динамо». За год в 27 играх он забил 52 мяча. Но уже через год вернулся в Швецию. Три сезона он провёл в составе «Хаммарбю», в котором в первом же сезоне стал чемпионом (в третий раз). В 2012/13 году играл в подмосковном «Зорком». В 32 играх чемпионата он забил 57 мячей.
21 апреля 2016 года подписал контракт с клубом Болльнес по схеме 2+1.
Является одним из лидеров атак сборной Швеции. На чемпионате 2013 года стал лучшим бомбардиром.

## Достижения
Чемпион Швеции - 2002, 2003, 2010 

Вице-чемпион Швеции - 2005, 2008
Обладатель Кубка мира - 2002, 2009, 2012
Вице-чемпион России - 2013 

Бронзовый призёр чемпионата России - 2009
Финалист Кубка России - 2012
Чемпион мира - 2003, 2005, 2009, 2010 

Вице-чемпион мира - 2004, 2006, 2007, 2008, 2013
Лучший бомбардир чемпионата мира - 2013 

Лучший нападающий чемпионата мира - 2008, 2010
Лучший бомбардир чемпионата России - 2013
Включался в список 22 лучших игроков сезона чемпионат России - 2013
- Статистика Архивная копия от 25 февраля 2013 на Wayback Machine на сайте ФХМР
- Профиль Архивная копия от 18 июля 2012 на Wayback Machine на сайте ХК «Зоркий»